# 對立教宗若望十六世
若望十六世（Antipope John XVI，卒于約1001年）， 意大利语：Giovanni Filagato；拉丁语：Johannes Philagathus，是一位十世紀末的對立教宗，出生於義大利羅薩諾。
若望十六世是希臘裔，本名伊萬尼斯·菲臘加索斯（Ιωάννης Φιλάγαθος），本為皮亞琴察主教。西元996年，神聖羅馬皇帝奧托三世帶著軍隊前往羅馬進行加冕禮；由於教宗若望十五世剛好去世，奧托三世利用這個機會指定自己的親戚克恩頓的布魯諾作為繼任教宗，稱額我略五世。這引起羅馬貴族領袖小克列斯岑齊奧的不滿，他在997年起兵叛變並立伊萬尼斯·菲臘加索斯為對立教宗。然而叛變很快就被平息，998年奧托三世的軍隊生擒了若望十六世，切去他的耳鼻、舌頭、並且將他致盲。他被送到德國黑森的一間修道院，他在那裡去世。

## 个人经历
若望十六世是希腊血统，是意大利南部卡拉布里亚的罗萨诺人。该地区当时是拜占庭帝国的领土，而约翰是希腊出生的皇后狄奥法努的牧师，神圣罗马帝国皇帝奥托二世的妻子。980年至982年，他两次担任奥托在意大利的帝国大臣，随后他被任命为诺南托拉修道院院长。他是这对皇室夫妇的儿子，未来的皇帝奥托三世的教父。他在七岁时（987年）是他的家庭教师。在女皇的劝说下，约翰被任命为皮亚琴察主教，他被派往君士坦丁堡，为小奥托陪伴一位拜占庭公主回家。奥托二世去世后，年轻的奥托三世于996年帮助教皇约翰十五世，镇压了由富有有权势的罗马贵族小克雷森蒂乌斯领导的派系的叛乱。奥托三世在帕维亚停下来成为备受赞誉的伦巴第国王，未能在教皇去世前到达罗马。一到罗马，奥托三世就策划了他的堂兄克恩顿州的布鲁诺为教皇格雷戈里五世，新教皇随后于996年5月21日加冕为奥托三世皇帝。
奥托三世返回德国后，以克雷森提乌斯二世为首的派系暴力推翻了格里高利五世，并在拜占庭皇帝巴西尔二世的积极支持下，称赞约翰为教皇约翰十六世。997年在意大利帝都帕维亚举行的西方主教会议没有提到约翰，而是将小克雷森蒂乌斯逐出教会。

## 譯名列表
- 若望十六世：天主教香港教區禮儀委員會：禧年專頁 （页面存档备份，存于）、香港天主教教區檔案　歷任教宗、《大英簡明百科知識庫》2005年版、國立編譯舘作若望。
- 约翰十六世：《世界人名翻譯大辭典》1993年版作約翰。